# Herminones
Herminones werden de bewoners van Midden-Duitsland genoemd, de Germaanse volksstammen tot aan de grenzen van de Donau.
De Herminones werden hetzij naar een stamheld Ermino, hetzij wegens taalverscheidenheid aldus genoemd. Daartoe behoorden de Cherusken, Chatten, Hermunduren, Marcomannen, Quaden.